# Mario Franzil
Mario Franzil (Udine, 21 novembre 1909 – Trieste, 2 luglio 1973) è stato un politico italiano.

## Biografia
Mario Franzil nacque 21 novembre 1909 a Udine da padre friulano, Domenico,nato a [Vienna]. e da madre friulana Maria Savonitti.
Dal 1949 fu membro del consiglio comunale di Trieste, e ricoprì la carica di sindaco di Trieste dal 1958 al 1966.
Durante il suo mandato fu realizzata anche la pineta di Barcola destinata a consentire una vacanza al mare a chi non poteva permettersela nelle località di villeggiatura e il Centro di Fisica teorica, fondato nel 1964 dal premio Nobel Abdus Salam, di cui è stato primo presidente.
Fu inoltre primo presidente del porto di Trieste dal 1966 al 1973, anno della sua morte.